# مؤسسه معبد
مؤسسه معبد یا تمپل انستیتو (به انگلیسی: The Temple Institute) که در زبان عبری به نام ماچون هامیداش (به انگلیسی:Machon HaMikdash; عبری: מכון המקדש‎) شناخته می‌شود یک سازمان در اسرائیل است که بر روی تلاش برای ایجاد معبد سوم اورشلیم تمرکز دارد.
این مؤسسه هدف دراز مدت خود را ساخت سومین پرستش‌گاه اورشلیم در مسجد الاقصی که در حال حاضر قبةالصخره در آنجا قراردارد و بازگرداندن سنت قربانی به عنوان نوعی عبادت اعلام کرده‌است. برای رسیدن به این هدف این مؤسسه به مطالعه برای ساخت معبد و بازگرداندن مراسم آن از طریق توسعه واقعی آیین‌های معبد، اشیاء، لباس‌ها و ایجاد برنامه‌هایی می‌پردازند که برای استفاده فوری در صورت پیدایش شرایط کسب اجازه برای ساخت معبد مناسب باشند. این مؤسسه به ساخت یک موزه یهودی از شهر قدیمی اورشلیم در اسرائیل پرداخته که به رهبری خاخام آریل یسرایل تأسیس شده‌است. دولت اسرائیل تأمین بودجه این مؤسسه را برعهده دارد.

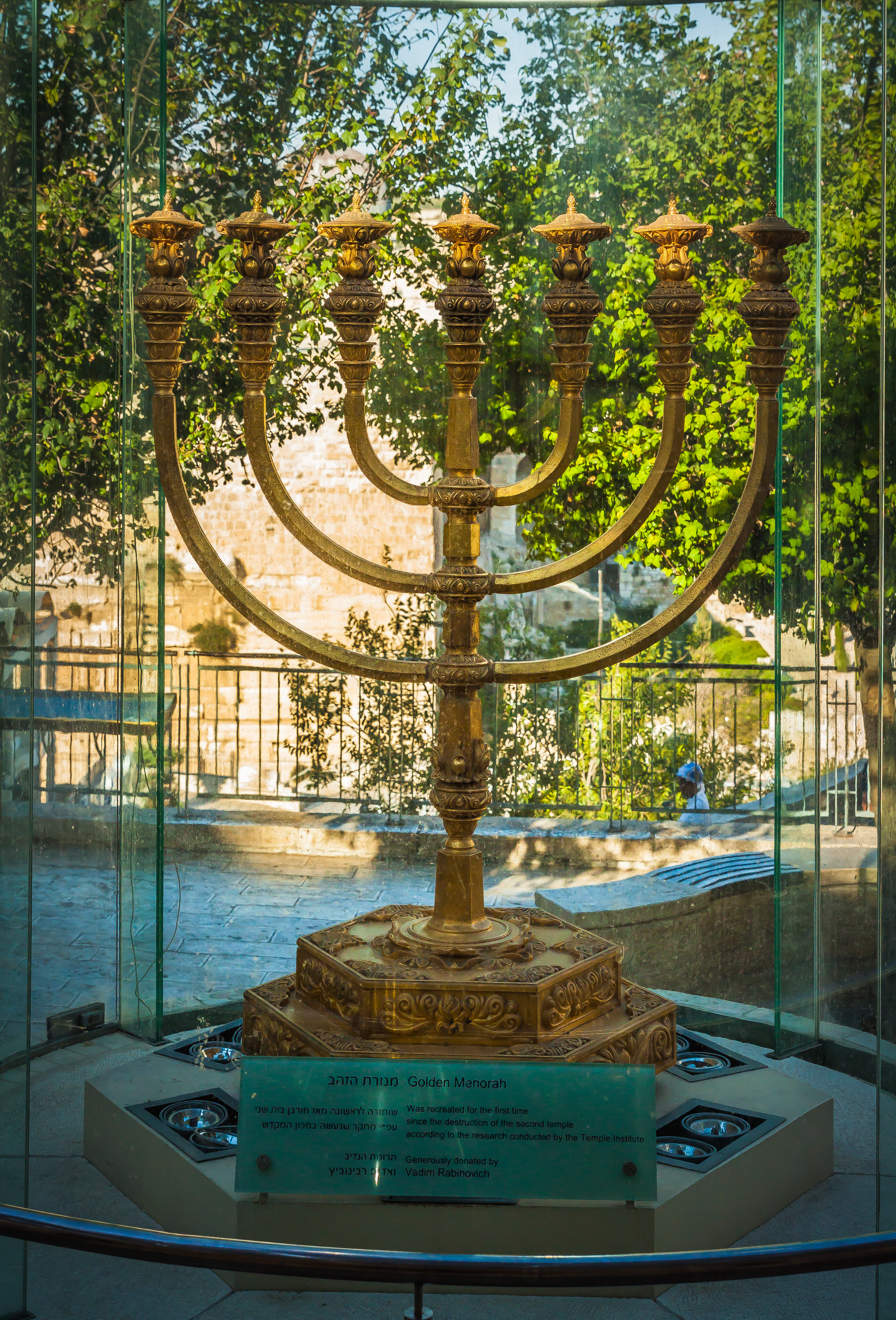
مدل شمعدان معبد در کنار مؤسسه معبد